# Macroramphosus
Los trompeteros (Macroramphosus) son un género de peces de la familia Centriscidae, del orden Syngnathiformes. Este género marino fue descrito científicamente en 1803 por Bernard Germain de Lacépède.

## Especies
Especies reconocidas del género:
- Macroramphosus gracilis (R. T. Lowe, 1839)
- Macroramphosus scolopax (Linnaeus, 1758)